# Feleti Sevele
Feleti Sevele (ur. 7 lipca 1944) – premier Królestwa Tonga od 11 lutego 2006 do 22 grudnia 2010. Minister pracy, handlu i przemysłu w latach 2005–2006.

## Edukacja
Feleti Sevele urodził się w 1944 w Maʻufanga Nukuʻalofa na Tonga. Swoją edukację rozpoczął w szkole katolickiej w Maʻufanga. W latach 1958–1961 uczył się w St John’s College w Levuce na Fidżi. W 1962 rozpoczął naukę w Marist Brothers High School w Suvie na Fidżi, a rok później w St. Bede’s College  w Christchurch w Nowej Zelandii.
W latach 1964–1967 odbywał studia licencjackie z dziedziny matematyki i geografii gospodarczej na Uniwersytecie Canterbury w Christchurch. W 1969 zdobył tytuł magistra geografii, a w 1973 tytuł doktora geografii na tej uczelni.

## Działalność społeczna i polityczna
W latach 1978–1984 Sevele był szefem grupy ekonomistów Komisji Południowego Pacyfiku (SPC, South Pacific Commission). Od 1984 do 1990, z nominacji arcybiskupa diecezji tongijskiej, zajmował stanowisko dyrektora całej sieci szkolnictwa katolickiego.
W latach 1990–1992 pełnił funkcję konsultanta Departamentu Planowania tongijskiego rządu. Od 1990–1996 był przewodniczącym Tongijskiego Komitetu Olimpijskiego.
W wyborach w 1999 Feleti Sevele został członkiem Zgromadzenia Ustawodawczego (Fale Alea) z ramienia Ruchu na rzecz Praw Człowieka i Demokracji. W wyborach w 2002 oraz w 2005 uzyskiwał reelekcje. 21 marca 2005 objął funkcję ministra pracy, handlu i przemysłu. Jako minister negocjował przyjęcie Tonga do Światowej Organizacji Handlu w grudniu 2005. Na początku 2006 stworzył Kartę Stosunków Pracowniczych, jako odpowiedź na falę strajków pracowników budżetowych.

## Premier
Po nagłej rezygnacji ze stanowiska premiera przez księcia Lavaki Aty ʻUlukalali 11 lutego 2006 Sevele został pełniącym obowiązki szefa rządu. Urząd premiera oficjalnie objął 30 marca 2006.
Sevele był pierwszym szefem rządu Tonga bez rodowych korzeni. Jego dojście do władzy nastąpiło pół roku po demokratycznych protestach mieszkańców Tonga przeciw zbytniemu zaangażowaniu rodziny królewskiej w działalność rządu.
Po rezygnacji ze stanowiska ministra finansów przez Siosiuę ʻUtoikamanu w lutym 2008 Sevele na okres miesiąca przejął jego obowiązki. Po wyborach parlamentarnych w kwietniu 2008 Feleti Sevele zachował stanowisko szefa rządu. Dopiero po wyborach z 2010, 22 grudnia 2010 na stanowisku zastąpił go Tuʻivakanō.